# Spoorlijn Colmar-Central - Marckolsheim
De spoorlijn Colmar-Central - Marckolsheim was een spoorlijn van Colmar naar Marckolsheim in de Franse regio Grand Est. De lijn was 22,2 km lang en heeft als lijnnummer 129 000.

## Geschiedenis
De spoorlijn werd door de Kaysersberger Thalbahn in gedeeltes geopend. Van Colmar naar Horbourg op 1 december 1885 en van Horbourg naar Marckolsheim op 3 november 1890. Van Colmar naar Colmar-Port-du-Canal werd lijn omgespoord naar normaalspoor in 1946, tegelijkertijd werd de rest van de lijn gesloten en opgebroken.

## Aansluitingen
In de volgende plaats was er een aansluiting op de volgende spoorlijnen:
Colmar
RFN 115 000, spoorlijn tussen Strasbourg-Ville en Saint-Louis
RFN 119 000, spoorlijn tussen Colmar-Central en Metzeral
RFN 120 000, spoorlijn tussen Colmar-Central en Neuf-Brisach
RFN 137 000, spoorlijn tussen Logelbach en Lapoutroie